# بی‌تو هرگز
بی‌تو هرگز فیلمی به کارگردانی هوشنگ درویش‌پور و نویسندگی توران اکبری، هوشنگ درویش‌پور ساختهٔ سال ۱۳۷۲ است.

## خلاصه داستان
رضا برای تدارک مراسم شب عروسی خود با مریم مشکل مالی دارد...

## بازیگران
- توران اکبری
- بیژن درویش‌پور
- نصرت عزیزیان
- مرتضی ضرابی
- شهلا ریاحی
- جمشید محمدی
- رضا سمیع پور
- مریم درخشان
- غضنفر طارمی
- فرامرز پورمهدی
- منوچهر میرزایی
- بهمن محمودی
- محسن انصاری
- رؤیا محمدیان
- عباس میرزاپور
- هوشنگ رمضانی فر
- مسعود تولمی
- دانیال مرتضی پور
- سلیمان رضایی
- فرخنده عطریان
- مونیکا غلامی
- لیلا شعبان زاده
- محمد شعبان زاده